# Фалерна
Фалерна (итал. Falerna) — коммуна в Италии, располагается в регионе Калабрия, подчиняется административному центру Катандзаро.
Население составляет 3602 человека, плотность населения составляет 151 чел./км². Занимает площадь 23,9 км². Почтовый индекс — 88042. Телефонный код — 0968.